# Charles Deburau

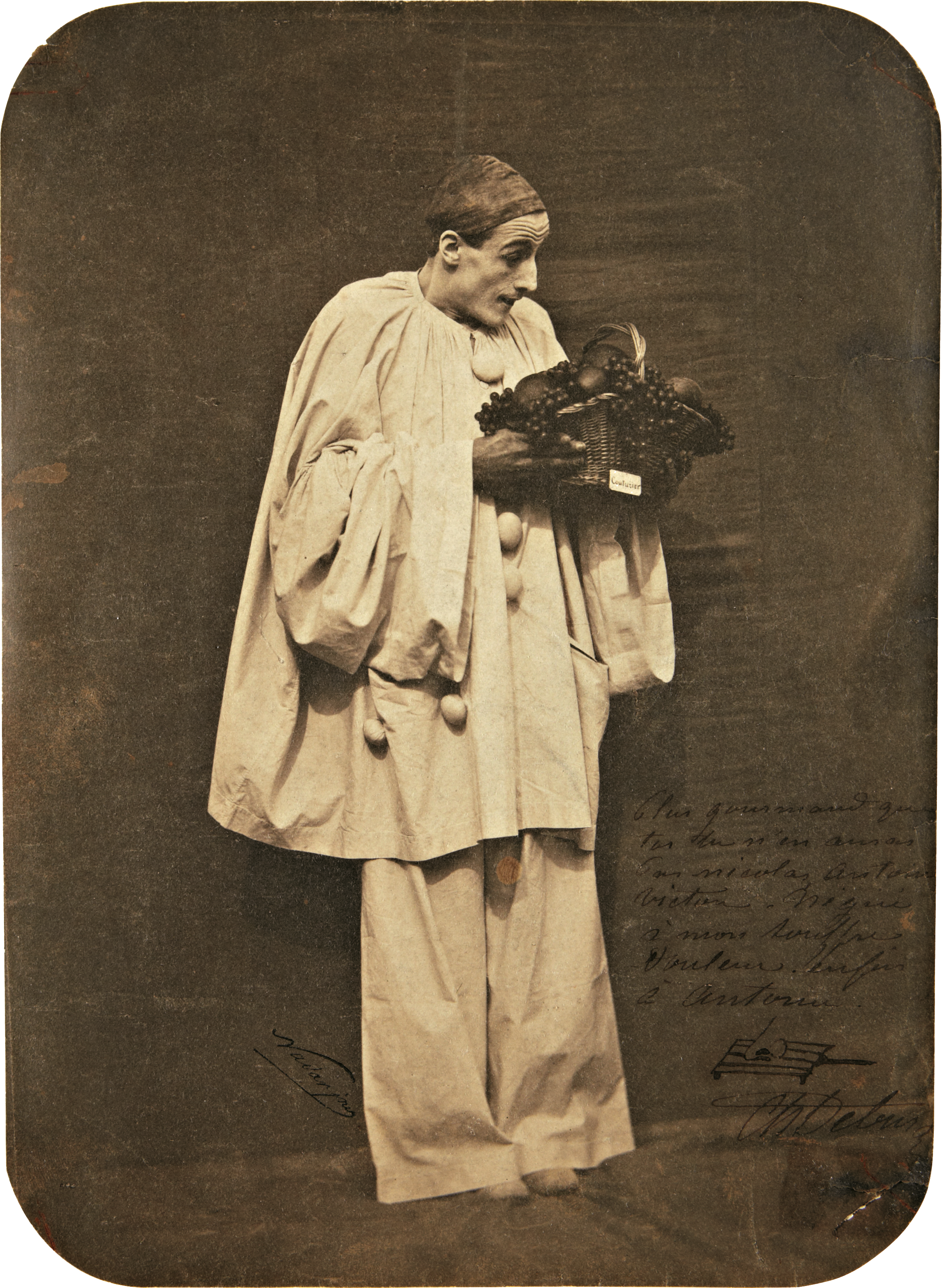
Nadar: Charles Deburau como Pierrot, c. 1855.

Jean-Charles Deburau (1829–1873) fue un mimo, francés, hijo y sucesor del legendario Jean-Gaspard Deburau, inmortalizado como Baptiste el Pierrot en la película de Marcel Carné, Niños del Paraíso (1945). Después de la muerte de su padre en 1846, Deburau mantuvo vivo el legado de su pantomima, primero en París, en el Théâtre des Funambules, y más tarde en teatros en Burdeos y Marsella. Es habitualmente considerado de una escuela meridional de pantomima; de hecho, instruyó al mimo marsellés Louis Rouffe, quien a su vez enseñó a Séverin.

## Vida y carrera

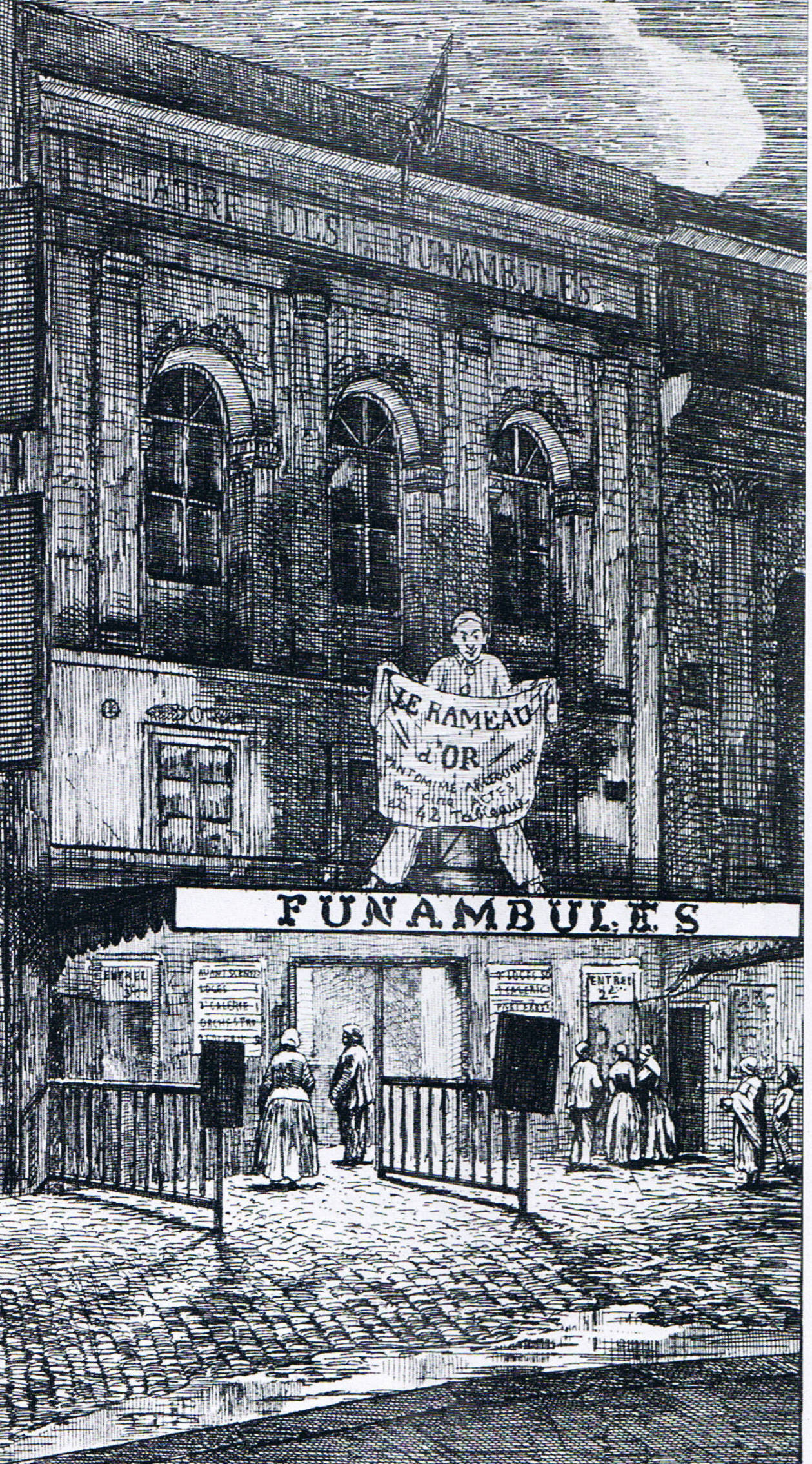
El Théâtre des Funambules en su último año en el Bulevar du Temple. Deburau protagoniza The Golden Bough, 1862.

Su padre, agobiado por las dificultades del actor, desalentó el interés profesional de Deburau por el teatro, de modo fue primero aprendiz de relojero y más tarde entró a trabajar en una empresa especializada en pintura sobre porcelana, pero sin éxito. Cuando falleció su padre, el director del Funambules, Charles-Louis Billion, ofreció a Deburau el papel de su padre, Pierrot, y, después de adquirir experiencia en papeles menores, hizo su debut formal en noviembre de 1847. Aquel debut fue con Los Tres Planetas, o La Vida de una Rosa, una "gran pantomima-arlequinada-cuento de hadas" en el viejo estilo propio de los tiempos de su padre, con agentes sobrenaturales en disputa, talismanes mágicos, caos energético y la triunfante conquista de Colombina por parte de Arlequin.
Desafortunadamente, su debut coincidió con el momento en que otro Pierrot, Paul Legrand, comenzaba a ganar su propia reputación en el Funambules; de hecho, Deburau había sido reclutado como su reemplazo, mientras Legrand cumplía un compromiso en el Adelphi en Londres. Cuando regresó, ambos rivalizaron, situación que persistió hasta Legrand dejó el teatro en 1853. Dos años más tarde, Deburau aceptó un compromiso en el Délassements-Comiques, y no regresará al Funambules hasta 1862, cuando aparecerá en sus últimas dos pantomimas, Le Rameau d'Or y Les Mémoires de Pierrot, antes de que el teatro fuese derribado como consecuencia de las transformaciones urbanas de París dirigidas por Haussmann.
Deburau no prosperó en la capital. Según Paul Hugounet, un contemporáneo del mimo y uno de sus biógrafos más tempranos, dejó el Délassements-Comiques solo un año después de su compromiso, con un pleito pendiente con su director. Al año siguiente, 1858, abrió la Sala Lacaze como el Théâtre Deburau, pero la aventura fue un fracaso , y en 1859, para resolver sus deudas, dejó París para realizar una gira por las provincias. Su último intento importante para ganarse el favor del público en la capital fue en 1865, cuando firmó un contrato para el Fantaisies-Parisiennes, entonces co-administrado por el novelista y entusiasta de pantomima Jules Champfleury. Champfleury escribió su última pantomima, La Pantomima del Abogado, para el debut de Deburau, y, aunque fue favorablemente acogido por Théophile Gautier, el compromiso de Deburau se canceló apenas cuatro meses después de su estreno. "La menos-que-tibia aceptación conseguida hasta entonces por la pantomima ", en palabras de L.-Henry Lecomte, historiador jefe del teatro, "convenció a la administración de las Fantaisies-Parisiennes para abandonar el género en ese momento."
Fue en el extranjero —especialmente en Egipto entre 1860 y 1861— y en las provincias donde Deburau logró la admiración del público. Los teatros Alcázar en Burdeos y Marsella le dieron especialmente la bienvenida. Pasó dos años en el primero después de su gira por Egipto y asumió su dirección en 1871. De 1867 a 1869 actuó en el Alcázar marsellés, donde un joven discípulo de Pierrot, Louis Rouffe, le vio actuar por primera vez y quedó encantado. Rouffe, que había empezado a interpretar primero comedia y después a la edad de diecisiete años, fue señalado por Carlos como un talento floreciente y cuando, sintiendo su temprana muerte, Carlos aceptó la dirección del Alcazar du Quartier de La Bastide en Burdeos, lo convocó a su lado como suplente. Después de la muerte de Deburau en 1873, Rouffe actuó allí durante una temporada. Luego regresó a Marsella, donde encontró un público fiel durante los siguientes diez años hasta que la tuberculosis puso fin a su breve vida. Con su éxito y protección de mimos más jóvenes nació la "escuela" meridional de pantomima.
Deburau siempre había deseado para ser más que un intérprete. Según Hugounet, soñó en convertirse en Profesor de Mímica en el Conservatorio de París o la Ópera. Pero murió demasiado joven, antes de que pudiese comenzar a cumplir su propósito.

## Pantomima

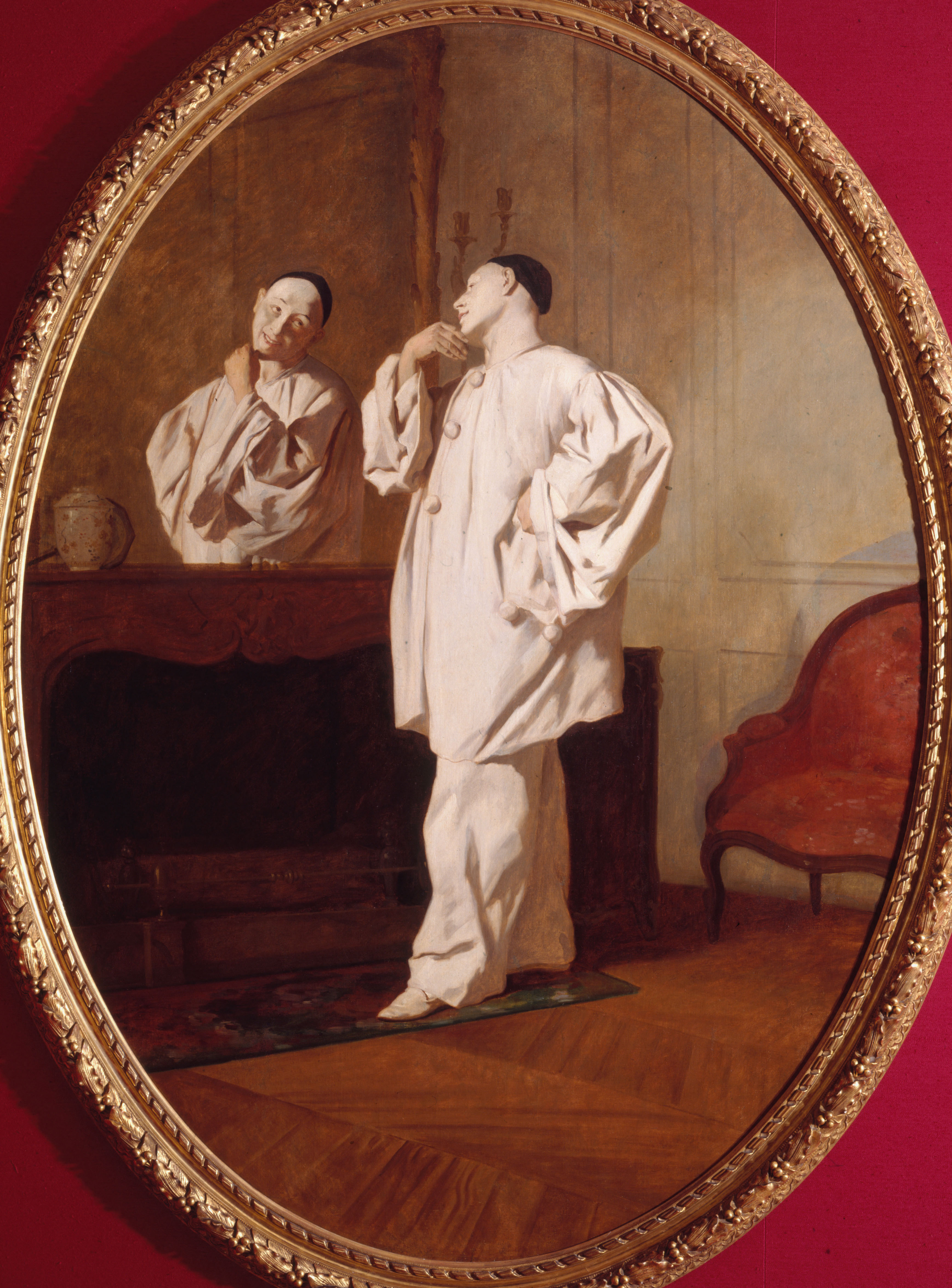
Pintura de Jean Pezous, en el museo de carnavalet.

Era inevitable que, como mimo, fuese comparado con su padre. Gautier pareció resumir el consenso general cuando escribió, en 1858, que "el hijo recuerda al padre... pero sin la imitación servil":
La máscara tiene el mismo aspecto, como debería ser para un personaje tradicional; sin embargo, un ingenio totalmente original envía las muecas arrugándose a través de él. Deburau es joven, delgado, elegante; sus rasgos son delicados y distintos, sus ojos expresivos, y su pequeña boca, que sabe cómo distenderse para tragarse los bocados más grandes, tiene una especie de desdén burlón, un "desprecio" inglés, que es muy picante. La agilidad de un payaso anima este cuerpo esbelto, con sus delicadas extremidades, sobre las cuales flota la blusa blanca con sus grandes botones; se mueve con facilidad, flexibilidad y gracia, marcando sin estresar el ritmo de la música ....
Su técnica fue alabada universalmente, generalmente como referencia poco halagadora para la de su rival, Legrand. En un artículo en Le Figaro de 1855, William Busnach fue franco en su valoración, diciendo de Legrand que era, "como mimo, inferior a los hijos [sic] de Debureau."Gautier fue más discreto, pero la crítica fue la misma: "Deburau tiene la máscara más nítida, la técnica más limpia, la pierna más animada". ¿Por qué entonces Deburau fracasó ante el público de París? La respuesta puede radicar en las razones del éxito de Legrand allí. Legrand creó un Pierrot completamente diferente al de cualquiera de los Deburaux, padre o hijo. Taxïle Delord escribió en Le Charivari, que el Pierrot de Legrand parecía elegantemente (aunque deplorablemente) "moderno". "La vieja pantomima ya no existe", declaró; "ahora tenemos un...neo-Pierrotism, si tal una expresión es permisible":
Pierrot no se conforma con producir risa: también provoca lágrimas: los tiempos lo exigen, nos hemos vuelto extremadamente sensibles, queremos que Pierrot tenga una madre vieja, una dulce prometida, una hermana a la que rescatar de las trampas de un seductor. El Pierrot egoísta, perezoso, glotón y cobarde de antaño ofende la delicadeza exquisita de las generaciones más jóvenes: deben tener un Pierrot-Montyon.
Lo encuentran, escribió, en Legrand, y, a través de su Pierrot, "se ha realizado ahora el gran matrimonio de lo sublime y lo grotesco que el romanticismo soñó..." Porque en el teatro de Legrand, el Folies-Nouvelles, "uno oscila entre la tristeza y la alegría; las carcajadas brotan de cada pecho; las suaves lágrimas humedecen cada barrita de azúcar de cebada".
La pantomima de Deburau era, en cambio, anticuada: aparentemente no tenía ningún deseo de apartarse de la concepción de Pierrot de su padre. Desafortunadamente, una vez deje el Théâtre des Funambules, no tuvo los recursos necesarios para mantener el interés del público en el personaje. El escenario del Funambules había sido diseñado expresamente para lo que Champfleury llamó "la más grande y grandiosa" (y también la más popular) de las pantomimas en el repertorio de Jean-Gaspard: el "cuento de hadas-pantomima". Tenía tres trampas, "ni más ni menos que la de la Opéra", como escribió Théodore de Banville en sus Souvenirs, "una estructura que permitía los cambios de escena, las transformaciones, la variedad perpetua de una visión metamorfoseada incesantemente para el placer de los ojos y el contento del corazón ". La espectacular pieza con la que Deburau debutó se había ambientado en un país de cuento de hadas: Los tres planetas o La vida de una rosa era, como se señaló anteriormente, una "gran pantomima-arlequinada-cuento de hadas" con "tres partes y doce cambios de escena, mezclados con bailes, transformaciones y trajes suntuosos". Una mirada al volumen de pantomimas que Emile Goby publicó en 1889, Pantomimes de Gaspard et Ch. Deburau, no muestra nada tan ambicioso como esto. En cambio, uno encuentra que Adriane Despot concluyó que era el tipo habitual de producciones en el escenario de Jean-Gaspard: "aventuras ligeras, a pequeña escala, sin sentido, animadas con bailes cómicos, batallas ridículas y enfrentamientos en un entorno doméstico o en cualquier caso común". Pero lo que representa la colección Goby no es tanto las pantomimas de Jean-Gaspard como las de Deburau (o, a veces, las versiones de Deburau de las primeras). Como Champfleury señala en su prefacio al volumen, solo reproduce "un repertorio fácil de realizar en el curso de muchas peregrinaciones a través de las provincias". Jean-Gaspard nunca actuó en provincias; Deburau buscó trabajo frecuentemente en ellas. Para asegurar ese trabajo, tenía que viajar liviano y arreglárselas con los teatros que se le ofrecían. Y había pocas oportunidades para efectos espectaculares, incluso si hubiese podido explotarlos, en los escenarios franceses fuera de París.
Como consecuencia,cultivó un repertorio que ya era demasiado familiar, al menos para el público parisino (para el de provincias fue una bienvenida diversión, incluso maravillosa). También, como consecuencia, se lanzó a un territorio dramático para el cual su talento no eran del todo adecuado. Típica de sus pantomimas post-Funambules es la Pantomima del Abogado de Champfleury, que ocupa el último lugar (¿orgullosa?) en la colección Goby. Aquí nos encontramos en ese "lugar común", una oficina de abogados, que Despot describió previamente, frente a una aventura "ligera, a pequeña escala". Pierrot es el empleado del abogado Cassander, y está enamorado de Columbine, la asistente de la oficina. Como Cassander está ausente durante la mayor parte de la obra, los amantes hacen lo que hacen todos los amantes (al menos los castos amantes del siglo XIX) en una intimidad sin acompañantes: la pantomima es poco más que un vehículo para el juego cómico y dulce coqueteo amoroso. Es, de hecho, un vehículo ideal para el mimo para quien Champfleury escribió sus primeras pantomimas, Paul Legrand.
Porque si Deburau siempre superó a su rival en la limpieza de la técnica y la vitalidad de la pierna, Legrand se llevó todos los honores en lo que respecta a la comedia sentimental. La máscara de Deburau era "nítida", pero el arte de Legrand, escribió Gautier, era "más consumado, más extenso, más variado". Cuando, raramente, sus Pierrots estaban emparejados, como lo fueron dos veces en sus primeros años en Funambules, Deburau interpretaba al Pierrot "divertido" o "inteligente", mientras que Paul encarnaba el Pierrot de sinceridad y sentimiento, que no solo evocaba risas sino también lágrimas. La Pantomima del abogado parece haber sido escrita teniendo en cuenta a Pierrot.